# Каса, Роберт
Ро́берт Ка́са (венг. Róbert Kasza; род. 5 апреля 1986, Будапешт) — венгерский пятиборец, участник летних Олимпийских игр 2012 года, трёхкратный чемпион мира и трёхкратный чемпион Европы, многократный чемпион Венгрии.

## Биография
На международных соревнованиях Роберт Каса начал выступать с 2001 года. На юниорском уровне своего первого успеха Каса добился в 2004 году, став чемпионом Европы. В 2006 году Роберт стал серебряным призёром молодёжного европейского чемпионата, В следующем году Каса стал двукратным чемпионом Европы среди молодёжи, став первым в личном первенстве и эстафете. В 2008 году венгерский пятиборец завоевал свою первую взрослую награду. На чемпионате Европы в Москве Каса пришёл к финишу третьим, уступив только двум российским спортсменам. В октябре того же года Роберт стал победителем финального этапа Кубка мира. В 2011 году Каса в течение нескольких месяцев выиграл этап Кубка мира в Лондоне, а также стал чемпионом Европы и мира в эстафете. В личных соревнованиях в рамках мирового первенства венгерский спортсмен был близок к попаданию на пьедестал, но занял только 5-е место. В июле 2012 года Каса стал серебряным призёром чемпионата Европы, совсем немного уступив итальянцу Риккардо Де Лука.
В 2012 году Роберт Каса принял участие в летних Олимпийских играх в Лондоне. После фехтования и плавания в индивидуальных соревнованиях Каса занимал высокое 6-е место, а удачное прохождение конкура, когда венгерский пятиборец набрал максимальное количество баллов (1200), позволило Роберту подняться на 3-е место и стартовать в комбайне с отставанием от лидера всего в 9 секунд. Комбайн сложился для Роберта неудачно. Показав один из худших результатов Каса откатился на 12-е место.
На чемпионате Европы 2013 года Каса вновь стал серебряным призёром в личном первенстве, уступив только своему соотечественнику Адаму Мароши. В августе 2013 года Роберт стал двукратным чемпионом мира в эстафете. В июле 2014 года Каса дважды был близок к попаданию в число призёров крупнейших соревнований, но на чемпионате Европы Роберт стал 5-м, а на мировом первенстве занял 4-е место. На чемпионате Европы 2015 года в британском Бате Каса занял 5-е место. Этот результат позволил ему квалифицироваться на летние Олимпийские игры 2016 года.